# Canadá nos Jogos Olímpicos de Verão de 2016
O Canadá, representados pelo Comitê Olímpico Canadense, compete nos Jogos Olímpicos de Verão de 2016 no Rio de Janeiro entre os dias 5 e 21 de agosto de 2016. Esta será a vigésima sexta vez que o país participa dos Jogos de Verão, todas as edições desde 1900 exceto a de 1980, que o Canadá aderiu ao boicote norte-americano.  314 atletas participam de todas as modalidades, exceto o handebol.
A delegação tinha o objetivo de conquistar 19 medalhas e ficar entre os 12 mais nesse critério. Com 22 pódios, o Canadá ficou em décimo entre os países com mais medalhas, e vigésimo seguindo o total de ouros.

## Medalhistas
| Medalha | Nome                                                                                    | Esporte            | Evento                               | Data         |
| ------- | --------------------------------------------------------------------------------------- | ------------------ | ------------------------------------ | ------------ |
| Ouro    | Penny Oleksiak                                                                          | Natação            | 100 metros livres feminino           | 11 de agosto |
| Ouro    | Rosie MacLennan                                                                         | Ginástica          | Trampolim feminino                   | 12 de agosto |
| Ouro    | Derek Drouin                                                                            | Atletismo          | Salto em altura masculino            | 16 de agosto |
| Ouro    | Erica Wiebe                                                                             | Lutas              | Até 75 kg feminino                   | 18 de agosto |
| Prata   | Penny Oleksiak                                                                          | Natação            | 100 metros borboleta feminino        | 7 de agosto  |
| Prata   | Lindsay Jennerich Patricia Obee                                                         | Remo               | Skiff duplo leve feminino            | 12 de agosto |
| Prata   | Andre De Grasse                                                                         | Atletismo          | 200 m rasos masculino                | 18 de agosto |
| Bronze  | Sandrine Mainville Penny Oleksiak Chantal van Landeghem Michelle Williams Taylor Ruck   | Natação            | 4x100 metros livres feminino         | 6 de agosto  |
| Bronze  | Seleção canadense de rugby sevens                                                       | Rugby sevens       | Torneio feminino                     | 8 de agosto  |
| Bronze  | Kylie Masse                                                                             | Natação            | 100 metros costas feminino           | 8 de agosto  |
| Bronze  | Meaghan Benfeito Roseline Filion                                                        | Saltos ornamentais | Plataforma de 10 metros sincronizada | 9 de agosto  |
| Bronze  | Katerine Savard Penny Oleksiak Emily Overholt Brittany MacLean Taylor Ruck Kennedy Goss | Natação            | 4x200 metros livres feminino         | 10 de agosto |
| Bronze  | Hilary Caldwell                                                                         | Natação            | 200 metros costas feminino           | 12 de agosto |
| Bronze  | Allison Beveridge Laura Brown Jasmin Glaesser Kirsti Lay Georgia Simmerling             | Ciclismo           | Perseguição por equipes feminino     | 13 de agosto |
| Bronze  | Brianne Theisen-Eaton                                                                   | Atletismo          | Heptatlo feminino                    | 13 de agosto |
| Bronze  | Andre De Grasse                                                                         | Atletismo          | 100 m rasos masculino                | 14 de agosto |
| Bronze  | Meaghan Benfeito                                                                        | Saltos ornamentais | Plataforma 10m feminino              | 18 de agosto |
| Bronze  | Damian Warner                                                                           | Atletismo          | Decatlo masculino                    | 18 de agosto |
| Bronze  | Eric Lamaze                                                                             | Hipismo            | Saltos individual                    | 19 de agosto |
| Bronze  | Aaron Brown Andre De Grasse Akeem Haynes Brendon Rodney Mobolade Ajomale                | Atletismo          | Revezamento 4x100m masculino         | 19 de agosto |
| Bronze  | Seleção canadense de futebol feminino                                                   | Futebol            | Torneio feminino                     | 19 de agosto |
| Bronze  | Catharine Pendrel                                                                       | Ciclismo           | Mountain bike feminino               | 20 de agosto |

## Natação
| Atleta                                                                                 | Prova           | Eliminatórias | Eliminatórias | Semifinal   | Semifinal   | Final       | Final            |
| Atleta                                                                                 | Prova           | Tempo         | Pos.          | Tempo       | Pos.        | Tempo       | Pos.             |
| -------------------------------------------------------------------------------------- | --------------- | ------------- | ------------- | ----------- | ----------- | ----------- | ---------------- |
| Penny Oleksiak                                                                         | 100 m borboleta | 56,73         | 3º            | 57,10       | 5º          | 56,46       | Medalha de prata |
| Noemi Thomas                                                                           | 100 m borboleta | 58,27         | 17º           | Não avançou | Não avançou | Não avançou | Não avançou      |
| Emily Overholt                                                                         | 400 m medley    | 4:36,54       | 8º            | —           | —           | 4:34,70     | 5º               |
| Sydney Pickrem                                                                         | 400 m medley    | 4:38,06       | 12º           | —           | —           | Não avançou | Não avançou      |
| Sandrine Mainville Chantal van Landeghem Taylor Ruck Penny Oleksiak Michelle Williams* | 4 x 100 m livre | 3:33,84       | 3º RN Q       | —           | —           | 3:32,89     | RN               |
| Kylie Masse                                                                            | 100 m costas    | 59,07         | 3º Q          | 59,06       | 5º Q        | 58,76       | Bronze           |
| Dominique Bouchard                                                                     | 100 m costas    | 1:00,18       | 12º Q         | 1:00,54     | 12º         | Não avançou | Não avançou      |

- Swam nas eliminatórias única

| Atleta        | Prova       | Eliminatórias | Eliminatórias | Semifinal   | Semifinal   | Final       | Final       |
| Atleta        | Prova       | Tempo         | Pos.          | Tempo       | Pos.        | Tempo       | Pos.        |
| ------------- | ----------- | ------------- | ------------- | ----------- | ----------- | ----------- | ----------- |
| Ryan Cochrane | 400 m livre | 3:45,83       | 11º           | —           | —           | Não avançou | Não avançou |
| Jason Block   | 100m peito  | 1:00,71       | =24º          | Não avançou | Não avançou | Não avançou | Não avançou |